# Неккарвестгайм
Неккарвестгайм (нім. Neckarwestheim) — громада в Німеччині, знаходиться в землі Баден-Вюртемберг. Підпорядковується адміністративному округу Штутгарт. Входить до складу району Гайльбронн.
Площа — 13,97 км2. Населення становить 4013 ос. (станом на 31 грудня 2020).